# Big Head Todd and the Monsters
Big Head Todd and The Monsters es una banda estadounidense de rock formada por Todd Mohr, Brian Nevin y Rob Squires en 1986.  En 1993, su álbum Sister Sweetly obtuvo el disco de platino. La banda ha desarrollado un número considerable de seguidores en vivo, especialmente en los estados montañosos de los Estados Unidos .

## Historia
Los integrantes del grupo se conocían desde la adolescencia al haber asistido juntos a la escuela secundaria Columbine. Tras graduarse, Mohr asistió Universidad Estatal de Colorado en Fort Collins, pero al poco tiempo se cambió a la Universidad de Colorado para unirse a Nevin y Squires. El trío realizó su primer concierto en 1986, en una fiesta universitaria. Poco después, comenzaron a recorrer bares y clubes en Denver, Fort Collins y Boulder bajo el nombre de Big Head Todd and the Monsters. La banda no tardó en conseguir cierto número de seguidores en Colorado y los estados circundantes. 
En 1989, lanzaron su primer álbum , Another Mayberry.Midnight Radio se lanzó al año siguiente y contó con ilustraciones de Chris Mars de The Replacements.  En 1993, la banda había desarrollado un considerable número de seguidores en vivo en todo Estados Unidos.  Su primer álbum en vivo, Big Head Todd and the Monsters Live, fue grabado en el Festival HORDE.
El grupo firmó con Giant Records en 1993 y grabó Sister Sweetly bajo la dirección del productor de Prince, David Z. El álbum obtuvo un disco de platino y generó tres sencillos que llegaron a las listas de rock, incluidos " Bittersweet", " Broken Hearted Savior " y " Circle ".  Mohr produjo el siguiente álbum, Strategem, lanzado en 1994.  Alcanzó el puesto 30 en el Billboard 200 pero no se vendió tan bien como sus predecesores. Su canción "In the Morning" formó parte de banda sonora de la película de 1994 Blown Away. La banda contribuyó con una versión del tema "Tangerine" al álbum tributo a Led Zeppelin de 1995, Encomium: A Tribute to Led Zeppelin. 
Jerry Harrison, exmiembro de Talking Heads, produjo el siguiente álbum, Beautiful World, lanzado en 1997.  Contó con la colaboración de John Lee Hooker, que estaba grabando un álbum en el mismo estudio y se unió a la banda para participar de una versión de su canción más conocida "Boom Boom".  Bernie Worrell, exmiembro de P-Funk, tocó los teclados en la canción principal del álbum, "Beautiful World". Beautiful World generó dos sencillos exitosos en las listas de rock, "Boom Boom" y "Resignation Superman". El álbum Live Monsters siguió en 1998. En 2002, el grupo lanzó el siguiente álbum de estudio Riviera. Como Giant Records había cerrado sus puertas, el álbum de producción propia fue lanzado a través de Big Records con distribución a través de Warner Music. Crimes of Passion se lanzó en 2004 y Sanctuary Records lo distribuyó. Otro álbum en vivo , Live at the Fillmore, fue lanzado en 2004.
En 2005, el grupo se unió a la creciente tendencia de ventas de música por Internet al lanzar el sencillo "Blue Sky" exclusivamente en iTunes. La canción fue escrita a petición de la tripulación del Transbordador espacial Discovery para su misión STS-114, la primera misión después del desastre del Columbia . "Blue Sky" fue escrita e interpretada como un homenaje a todas las personas involucradas en el programa espacial estadounidense. La canción se inspiró en el programa del transbordador espacial de la NASA y en Eileen Collins, la comandante del STS-114.  El tema también fue usado como se canción de campaña presidencial de la senadora Hillary Clinton en 2008 y como presentación de Clinton en su discurso de apertura en la Convención Nacional Demócrata en 2008.  También se realizó una versión acústica grabada en vivo el 8 de marzo de 2011 en el Centro Espacial Johnson como llamada de atención al transbordador espacial Discovery durante la misión STS-133 .  "Blue Sky" fue la canción que recibió la mayor cantidad de votos en un concurso de canciones de la NASA 
En junio de 2007, el trío grabó su espectáculo benéfico anual para recaudar fondos para la investigación del autismo en el Anfiteatro Red Rocks en Colorado. Las grabaciones se vendieron en unidades flash USB en los puestos de mercancías después de la actuación. La banda realizó una gira en el verano de 2008 para promocionar su octavo álbum de estudio , All The Love You Need.  En 2010, Big Head Todd and the Monsters regresaron nuevamente al estudio para grabar <i id="mwhw">Rocksteady</i> . Este incluía versiones de "Beast of Burden" de The Rolling Stones y "Smokestack Lightning" de Howlin' Wolf.
La banda regresó nuevamente al estudio en 2011 para grabar un nuevo proyecto bajo el nombre de Big Head Blues Club. El álbum 100 Years of Robert Johnson celebra las canciones del fallecido cantante y músico de blues Robert Johnson. Los miembros de Big Head Todd and the Monsters estuvieron acompañados por B.B. King, Charlie Musselwhite, Cedric Burnside, David "Honeyboy" Edwards, Hubert Sumlin, Ruthie Foster y Lightnin' Malcolm. Big Head Todd and the Monsters también han presentado espectáculos bajo el nombre de Big Head Blues Club y han invitado a algunas de las leyendas que aparecen en el álbum a actuar con ellos.
Actuaron en el Desfile del Campeonato de la Super Bowl 50 de los Denver Broncos y en Indianápolis en Vogue el 9 de febrero de 2016, usando el hashtag de Instagram #denver2indy para celebrar el evento dual. El 3 de noviembre de 2017, la banda lanzó su undécimo álbum de estudio, New World Arisin'.
Big Head Todd and the Monsters lanzaron a comienzos de 2024 tres sencillos; "Crush" el 13 de noviembre de 2023, "Her Way Out" el 8 de enero de 2024 y "Thunderbird" el 29 de marzo de 2024 previos a la publicación del álbum Thunderbird.

## Discografía

### Álbumes de estudio
- Another Mayberry (1989)
- Midnight Radio (1990)
- Sister Sweetly (1993)
- Strategem (1994)
- Beautiful World (1997)
- Riviera (2002)
- Crimes of Passion (2004)
- All the Love You Need (2007)
- Rocksteady (2010)
- 100 Years of Robert Johnson (2011) (bajo el nombre de Big Head Blues Club)
- Black Beehive (2014)
- Way Down Inside: Songs of Willie Dixon (2016) (bajo el nombre de Big Head Blues Club)
- New World Arisin' (2017)
- Thunderbird (2024)[8]

### Álbumes en vivo
- Live Monsters (1998)
- Live at the Fillmore (2004)
- Red Rocks (2009)
- Live at Red Rocks (2015)
- Live at the Belly Up (2020)
- We're Gonna Play It Anyway – Red Rocks 2020 (2020)